# Takako Ohta
Takako Ohta (太田貴子?, Ohta Takako; Shinjuku, 13 agosto 1967) è una cantante e doppiatrice giapponese.

## Biografia

### Gli esordi eL'incantevole Creamy
Takako Ohta debutta facendo la sua prima apparizione nella quarantacinquesima edizione del programma televisivo Star Tanjo! della Nippon Television all'età di quindici anni. Nel 1983 incide il suo singolo di debutto Delicate ni sukishite, prodotta da Being, Inc. per la Tokuma Onko. Sempre lo stesso anno, per via della passione che Hideo Ogata, l'allora presidente della Tokuma Shoten ha per le serie televisive anime di genere majokko, viene prodotta dalla Pierrot L'incantevole Creamy per lanciare la carriera musicale della Ohta. Infatti, la sigla di apertura originale e in molti episodi della serie animata il personaggio di Creamy, in cui viene rappresentata la Ohta, canta appunto il suo singolo di debutto. In effetti, ogni volta che Takako Ohta lancia un nuovo singolo, anche il personaggio di Creamy lo canta. Gli altri singoli della Ohta cantati all'interno dell'anime sono Bin kan rouge, Sasayaite jutēmu - Je t' aime -, LOVE sarigenaku e Beautiful shock.
Nell'edizione italiana, acquistata da Alessandra Valeri Manera per Reteitalia (Mediaset) e trasmessa prettamente da Italia 1, le canzoni sono riadattate in italiano dalla stessa Valeri Manera e sono affidate alla voce di Cristina D'Avena, cantante anche della sigla italiana.
Le prime canzoni di Takako Ohta sono raggruppate nell'album di debutto Creamy Takako, uscito il 25 agosto 1984 solamente in vinile e in musicassetta. Nel disco sono incluse altre canzoni inedite che non hanno niente a che fare con L'incantevole Creamy.

### Gli anni con la Tokuma Japan Communications
Dopo l'esperienza con Creamy, Takako Ohta pubblica l'album Gradation il 16 dicembre 1984 anticipato dal singolo Heartbreak Mistake' pubblicato il 5 novembre dello stesso anno.
Il 25 giugno 1985 esce l'album Creamy Takako Special, una riedizione in CD del suo disco di debutto contenente due tracce inedite, comparse anche nel disco Long good-bye del 25 luglio 1985.
Il 25 novembre 1985 esce il suo unico disco live, Mi-n-na GENKI, mentre il 21 dicembre dello stesso anno viene pubblicato il suo primo greatest hits Takako Collection.
Il 25 marzo 1986 esce l'album 200%.
Il 25 ottobre 1986 esce l'EP Backseat Lovers che anticipa l'album Want pubblicato due mesi dopo.
Il 25 maggio 1987 viene pubblicato l'album Pop Station, anticipato dal singolo Kanjitai Emotion.
Il 25 settembre 1987 esce l'album Truth.
Il 25 aprile 1988 viene pubblicato il disco Here, There, Nowhere, il suo ultimo album con ls Tokuma Japan Records

### Gli anni con la NEC Avenue
Nel 1988 Takako Ohta cambia casa discografica e si trasferisce alla NEC Avenue. Il suo primo disco con la sua nuova casa discografica è Thanks uscito il 5 febbraio 1989 insieme al singolo Hurry Up!. All'interno dell'album è inserita come seconda traccia una cover di Girlfriend, brano del 1987 scritto da Babyface e L.A. Reid e interpretato originariamente da Pebbles. Gli altri due album usciti con la NEC Avenue sono Magician (21 ottobre 1989) e Heart of Eyes (21 luglio 1990).

### Anni recenti
Nel novembre 1994 dichiara il ritiro, per poi sposarsi nel 1996. Il 20 luglio 1998 torna a cantare.
Il 21 dicembre 2000 e il 22 dicembre 2004 escono due raccolte, rispettivamente Best Collection e Golden Best.
Il 24 dicembre 2008 esce il singolo Delicate ni sukishite (21st century vers.), un remix del suo singolo di debutto.
Il 13 agosto 2016 esce il maxi-singolo Kono mune ni saku mono.
Il 1 ottobre 2018 viene pubblicato il singolo Hoshikuzu no raburetā.
Il 29 aprile 2020 viene pubblicato il cofanetto Tokuma Japan Years 1983-1989 CD&DVD Complete Box comprendente tutti gli album pubblicati per conto della Tokuma Japan e un DVD, mentre il 21 ottobre 2021 viene pubblicato il dodicesimo album in studio Voice of Angel.

## Vita privata
Sposatasi nel 1996, ha tre figli.

## Discografia

### Album in studio
- 1984 - Creamy Takako
- 1984 - Gradation
- 1985 - Creamy Takako Special
- 1985 - Long good-bye
- 1986 - 200%
- 1986 - Want
- 1987 - Pop Station
- 1987 - Truth
- 1988 - Here, There, Nowhere
- 1989 - Thanks
- 1989 - Magician
- 1990 - Heart of Eyes
- 2021 - Voice of Angel
- 2023 - Magical Angel Creamy Mami 80's J-pop Hits

## Filmografia

### Cinema
- Nausicaa della valle del vento (Kaze no tani no Naushika), regia di Hayao Miyazaki (1984)
- Il ritorno di Creamy (Eien no Once More), regia di Tomomi Mochizuki e Osamu Kobayashi (1984)
- Lovely Serenade - cortometraggio direct-to-video (1985)
- L'incantevole Creamy - Il lungo addio (Mahô no tenshi Creamy Mami: Long Goodbye), regia di Tomomi Mochizuki (1985)
- Mahô no tenshi Creamy Mami VS Mahô no Princess Minky Momo Gekijou no daikessen - cortometraggio (1985)
- Curtain Call, regia di Kazunori Itô e Tomomi Mochizuki - mediometraggio direct-to-video (1986)
- Arion, regia di Yoshikazu Yasuhiko (1986)
- Mami emi pelsia adesugata mahô no sannin musume - cortometraggio direct-to-video (1986)
- Perfect Memory - direct-to-video (1987)
- Majocco Club: Alien X - Terrore dalla dimensione A (Majokko club yoningumi a-kuukan karano alien X) - direct-to-video (1987)
- Kosuke-sama Rikimaru-sama: Konpeitou no Ryuu, regia di Toyoo Ashida e Akira Toriyama (1988)

### Televisione
- L'incantevole Creamy (Mahô no tenshi Kurîmî Mami) - serie animata, 52 episodi (1983-1984)